# Идиотка
Идиотка е вид шапка с широка периферия от всички страни, насочена надолу. Обикновено се произвежда от деним или друг памучен плат и има две малки дупки, които се поставят за вентилация. За пръв път се появява във висшата мода през 60-те години на 20 век, като впоследствие се налага и в уличната мода.
Идиотката е широко популярна в хип-хоп културата, като се налага през 80-те години на 20 век и продължава до днес. Рапъри, които са популярни с честото и носене са Скуулбой Кю, Ел Ел Кул Джей, Yung Lean и други. В България често е използвана от рап групата Ъпсурт.
Идиотката е и популярна фестивална шапка, често носена от феновете на групите The Stone Roses и Oasis. Барабанистът на The Stone Roses е широко идентифициран именно с носенето на тази шапка.
Шапката е и широко използвана за защита от слънце и при риболов.